# Ioan Macrea
Ioan Macrea (n. 1929, Gura Râului, Sibiu; d. 31.10.1999, Sibiu ) a fost un coregraf român, fondatorul ansamblului de dansuri „Junii Sibiului” în anul 1944. Acest ansamblu a fost primul ansamblu folcloric profesionist din România.
A fost căsătorit cu Silvia, având împreună două fete, Silvia și Ioana. Silvia a preluat conducerea ansamblului după moartea tatălui ei.
În anul în care maestrul coregraf a trecut în neființă, s-a organizat prima ediție a Festivalului Național de Folclor „Ioan Macrea”. Tainele dansului nu s-au pierdut odată cu pieirea coregrafului,deoarece maestrul a mai avut încă doi frați Vasile Macrea,care în prezent activează în cadrul Ansamblului"Veteranii-Junii Sibiului" și Iacob Macrea, coregraf al ansamblului "Ciocârlia"al M.A.I.
În cadrul spectacolului de ziua națională a României din 2014 maestrul Ioan Macrea a primit titlul post-mortem de cetățean de onoare al județului Sibiu.Distincția a fost oferită de prefectul județului Sibiu,Ioan Cindrea.Premiul a fost primit de către soția Silvia și fiica Silvia.
"Maistrul", așa cum i se spunea din dorința arzătoare de a păstra zestrea folclorului românesc a inființat un nou ansamblu folcloric,numit"Ceata Junilor", pepiniera Ansamblului Profesionist "Cindrelul-Junii Sibiului".